# Makan 33
Makan 33 (en árabe: 33 مكان, en hebreo: 33 מכאן) es un canal de televisión público de Israel, operado por la Corporación de Radiodifusión Pública de Israel (KAN). Se trata de un canal generalista en idioma árabe, destinado principalmente a la minoría árabe israelí.

## Historia
El canal inició emisiones el 15 de mayo de 2017 reemplazando a Canal 33. Emite en el canal 33 de las plataformas HOT y Yes.
En 2018, Makan 33 emitió la Copa Mundial de Fútbol de 2018, siendo la primera vez que se emite un Mundial en árabe de forma gratuita en Israel. Anteriormente, la Autoridad de Radiodifusión de Israel intentó emitir la Copa Mundial de Fútbol de 2010 en árabe, pero después de una amenaza de demanda por parte de Al-Jazeera, la Autoridad de Radiodifusión de Israel abandonó la idea.